# Iberis umbellata
L'iberide rossa (Iberis umbellata L., 1753) è una pianta erbacea annuale della famiglia delle Brassicacee.

## Descrizione

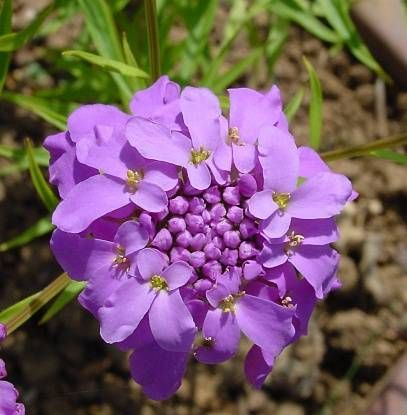
Primo piano del fiore

Il fusto è contorto alla base mentre i rami fioriferi sono eretti, fogliosi e ramificati.
 
Le foglie sono lanceolate, le infiorescenze sono raccolte in corimbi.

I fiori, che sbocciano fra maggio e luglio, sono ermafroditi, il calice è violetto e la corolla è costituita da quattro petali bianchi, rosei o purpurei.
 
I frutti sono delle siliquette.

## Distribuzione e habitat
In Italia vive sulle Alpi Marittime e Liguri e dalle Alpi Apuane, Bassa Senese, alla Calabria. Cresce nelle radure e sui pendii sassosi aridi, fino a 1600 metri di quota.